# Šeovci
Šeovci är en ort i Kroatien.   Den ligger i länet Slavonien, i den östra delen av landet, 140 km öster om huvudstaden Zagreb. Šeovci ligger 172 meter över havet och antalet invånare är 107.
Terrängen runt Šeovci är varierad. Runt Šeovci är det ganska glesbefolkat, med 35 invånare per kvadratkilometer. Närmaste större samhälle är Požega, 4,3 km sydväst om Šeovci. Trakten runt Šeovci består till största delen av jordbruksmark.